# Santa Terezinha (Mato Grosso)
Santa Terezinha è un comune del Brasile nello Stato del Mato Grosso, parte della mesoregione del Nordeste Mato-Grossense e della microregione del Norte Araguaia.